# كلينت كومبتون
كلينت كومبتون (بالإنجليزية: Clint Compton)‏ هو لاعب كرة قاعدة أمريكي، ولد في 1 نوفمبر 1950 في مونتغومري في الولايات المتحدة.

## وصلات خارجية
- كلينت كومبتون على موقعبيزبول رفرنس.كوم (الدوري الرئيسي) (الإنجليزية)